# Cabuérniga
Cabuérniga est une commune espagnole située dans la communauté autonome de Cantabrie.